# Tramvajová trať Nádraží Modřany – Komořany
Tramvajová trať Nádraží Modřany – Komořany je plánovaná tramvajová trať v Praze, vedoucí z Modřan do Komořan. Rada hl. m. Prahy schválila v březnu 2024 zahájení projektové přípravy.

## Průběh trati
Trať má odbočit ze stávající trati z Palackého náměstí, mezi zastávkami Nádraží Modřany a Čechova Čtvrť. Má vést okolo bývalého Cukrovaru Modřany, podél železniční tratě Praha – Vrané nad Vltavou – Čerčany/Dobříš a ulicí Komořanská. Trať by mohla být hotová, současně s novými byty, které chce postavit Skanska do roku 2030. 
„Díky tramvajové trati vznikne v oblasti městská třída, a ne rušný dálniční přivaděč, kterého se místní obávali. Kolejová doprava dává velký smysl, protože bude ekologicky přepravovat Pražany z nové městské čtvrti,“ uvedl náměstek primátora Adam Scheinherr (Praha sobě).

## Současnost
Podle rozhodnutí radních má Dopravní podnik hl. m. Prahy nechat vypracovat studii do konce roku 2021. O tramvajové spojení usiluje vedení Prahy 12, pod kterou Komořany spadají. Pro přípravu stavby také podala návrh na změnu územního plánu, kterou schválilo před rokem pražské zastupitelstvo a nyní ji zpracovává příslušný úřad. Kolik by stavba mohla stát, zatím zástupci magistrátu nechtějí odhadovat.
Pracovní skupina doporučila zpracovat podrobnou studii, která upřesní prostorové a technické řešení budoucí tramvajové trati v koridoru Komořanské ulice včetně jejího napojení na stávající tramvajovou trať do Modřan.
Studie navrhla trať délky cca 2,3 km. Na stávající tramvajovou trať je napojena jižně od zastávky Nádraží Modřany. V oblasti Modřanského cukrovaru bude umístěna západně od Komořanské ulice, od ulice U Soutoku bude využívat těleso bývalé železniční vlečky a v prostoru Modřanských strojíren je trasována v rámci nové městské třídy.